# إليزابيث جورج
اليزابيث جورج (بالإنجليزية: Elizabeth George) (و. 1944 – م) هي روائية، سيدة أعمال من الولايات المتحدة الأمريكية .

## التعليم
تعلمت في جامعة أوكلاهوما.